# Вій (повість)
«Вій» (рос. Вий) — повість письменника Миколи Васильовича Гоголя. Перша редакція повісті була опублікована у збірці повістей «Миргород» 1835 року.
Назва «Вій» — ім'я слов'янської демонічної істоти, з яким пов'язаний сюжет.

## Сюжет
|  | Вій — це могутній витвір народної уяви. Так звуть українці старшого над гномами, що в нього повіки на очах спускаються аж до землі. Оця вся повість і є народний переказ. Мені не хотілося змінювати його, тому розповідаю майже так само просто, як і сам чув. (Прим. М. Гоголя) |

Три студенти київської бурси, Хома Брут, Тиберій Горобець та Халява, вирушили на канікули. Дорогою додому вони заблукали в темряві та попросилися переночувати у найпершому ж хуторі. Один зі студентів, Хома Брут, став жертвою відьми, якою виявилася жінка, що їх прийняла в себе. Вона скочила на нього верхи і скакала полями та байраками, а Хома не міг її скинути. Змучений Хома сотворив молитву, яка йому допомогла звільнитися від чар відьми. Хома сам скочив верхи на стару і став поганяти її, б'ючи поліном. До ранку чари розвіялися — стара перетворилася на прекрасну панночку.
Хома Брут повернувся до Києва і взявся за навчання. Однак через кілька днів отримав наказ від ректора бурси — вирушити до багатого сотника, читати молитви над дочкою-красунею, що от-от помре. Хома, згадуючи про свою недавню пригоду, намагався всіляко відмовитися від доручення, але в нього нічого не вийшло. Люди сотника замкнули його на ніч у церкві разом з померлою, аби той справив по ній молитви. Бурсак подивився в обличчя покійної і переконався, що це та сама панночка, яка осідлала його раніше.
Три ночі Хома читав молитви. У першу ніч померла вилізла з домовини і стала шукати Хому. Догадливий бурсак окреслив навколо себе коло крейдою на підлозі — і нечиста сила не могла його перетнути. У другу ніч відьма закликала на допомогу силу-силенну всякої нечисті, яка шукала Хому, але не могла побачити його через магічне коло. Бурсак вийшов з церкви на ранок весь посивілий. На третю ніч в церкву набилася величезна кількість чудовиськ — усі шукали бурсака. Для того, аби побачити його, привели Вія — найголовнішого серед гномів. Для того, щоб Вій міг глянути, нечисті довелося підіймати йому довжелезні повіки. Хома відчував, що не варто дивитися Вію в очі, однак не витримав і глянув. Негайно Вій вказав на нього пальцем і нечисть накинулася. Хома Брут загинув у ту ж мить. Тут пролунав другий спів півня, і нечисть, кинувшись геть з церкви, застрягла у вікнах і дверях.
Інші два бурсаки, обговорюючи смерть Хоми, стверджують, що якби він не злякався, то врятувався б.

## Персонажі
- Хома Брут — філософ із київської бурси, жертва Вія.
- Панночка — вона ж відьма, над якою Хома Брут повинен був три ночі читати молитву.
- Вій — монстр, який вбив Брута, з'являється в кінці повісті.
- Халява — студент київської бурси, богослов, разом з Тиберієм і Хомою пішов на вакації та потрапив до відьми.
- Тиберій Горобець — ритор, разом з Хомою і Халявою потрапив до відьми.

Способи називання письменником персонажів твору — богослова Халяви, філософа Хоми Брута і ритора Тиберія Горобця — відіграють важливу роль у тексті повісті «Вій», виказуючи глибоку закоріненість Миколи Гоголя в традиціях української культури.

## Українські переклади
- Вій / Пер. А. Харченко // Гоголь М. В. Твори: в 5 т. / Заг. ред. І. Лакизи і П. Филиповича. — К., 1930. — Т. 2.
- Вій / Пер. за ред. З. Йоффе. — Х.: Держлітвидав України, 1935. — 79 с. — (Б-ка читача початківця)
- Вій / Пер. за ред. П. Панча // Гоголь М. Твори: в 3 т. / Заг. ред. М. Гудзія. — К., 1952. — Т. 1. — С. 414—451.
- Вій // Микола Гоголь. Зібрання творів у семи томах. Т. 2: Миргород / голова ред. кол. М. Г. Жулинський; упоряд. П. В. Михед; НАН України, Інститут літератури ім. Т. Г. Шевченка. — К.: Наукова думка, 2008. — С. 127—160. — ISBN 978-966-00-0900-3 (т. 2)

## Адаптації

### Екранізації
- «Вій» (1909) — німий короткометражний фільм.
- «Вій» (1916) — німий фільм.
- «Вій» (1967) — художній фільм.
- «Вій» (1996) — короткометражний анімаційний фільм.
- «Вій» (2014)  — художній фільм.

За мотивами повісті також знято фільм режисера Олега Фесенко «Відьма» (2006) (робоча назва «Вій — у владі страху»).

### Відеоігри
- Вій. Історія розказана заново (2004)